# Michel Poisat
Poisat, la commune de l'Isère.
Michel Poisat est un homme politique français né le 2 novembre 1802 à Pont-de-Vaux (Ain) et mort le 13 mai 1869 à Paris.

## Biographie
Fondeur et affineur de métaux, il est député de l'Ain de 1842 à 1848, siégeant dans la majorité soutenant la Monarchie de Juillet.

## Sources
- « Michel Poisat », dans Adolphe Robert et Gaston Cougny, Dictionnaire des parlementaires français, Edgar Bourloton, 1889-1891 [détail de l’édition]